# Trekkingbike (Zeitschrift)
Die Zeitschrift Trekkingbike war ein deutsches Fahrrad-Magazin und gehörte wie die Schwesterzeitschriften bike, Freeride und Tour zum Bielefelder Delius-Klasing-Verlag. Das Magazin erschien alle zwei Monate in Deutschland und im deutschsprachigen Ausland und hat sich auf Trekkingräder, Fitnessräder und Citybikes spezialisiert.
Der Redaktionsstandort war München. Chefredakteur war Tom Bierl. Das Magazin lässt sich inhaltlich in die Bereiche Report & Nachrichten, Test & Technik, Familie & Gesundheit, Reisen & Touren rubrizieren. Mit einer verkauften Auflage von etwa 34.000 Exemplaren (Verlagsangaben) werden rund 78.000 Leser erreicht.

## Geschichte
Gegründet wurde Trekkingbike 2002. In diesem Jahr waren zunächst zwei Testausgaben vom Verlag geplant. Die erste Ausgabe erschien am 13. März 2002. Das Magazin war damals ein Special der Zeitschrift bike. Es folgte eine weitere Testausgabe im Juni 2002. Chefredakteur war Fred Wipperfürth.
Am 26. Februar 2003 startete das Magazin nach zwei Testausgaben mit vier Ausgaben jährlich. Im September 2003 wechselte TREKKINGBIKE den Chefredakteur und verlegte seinen Redaktionsstandort von Köln nach München. Neuer Chefredakteur ist seitdem Tom Bierl, der bereits von 1996 bis 2000 beim Schwesterblatt bike redaktionell verantwortlich war. Damit hat der Verlag seine drei Fahrrad-Magazine bike, Tour und Trekkingbike redaktionell an einen Standort zusammengelegt. Seit dem Jahr 2004 erschien Trekkingbike sechsmal pro Jahr.
Mit dem Heft 1-2018 wurde Tekkingbike eingestellt. Der Verlag Delius-Klasing startete ab 14. Februar 2018 die neue Zeitschrift Mybike, deren Schwerpunkt deutlich mehr auf Elektrofahrrädern liegt. In der Redaktion befinden sich Mitarbeiter von Tekkingbike als auch von der ebenfalls eingestellten Zeitschrift E-Bike. Tom Bierl ist nicht mehr Mitarbeiter der Redaktion. Chefredakteur von MYBIKE ist Thomas Musch, der auch den TOUR-Chefredakteurs-Posten innen hat.

## Produkte
Neben der zweimonatlich erscheinenden Ausgabe veröffentlicht Trekkingbike regelmäßig Specials im Heft. Eine eigene Website betreibt Trekkingbike seit 2003. Auf dieser Seite stellt die Redaktion zusätzliche Inhalte, aktuelle Meldungen und Downloads von Tests sowie Service- und Ratgeberthemen zur Verfügung.
Unter der Marke TREKKINGBIKE ist im Delius-Klasing-Verlag im Juli 2009 ein Buch mit dem Titel Die Trekkingbike-Werkstatt erschienen.

## Auszeichnungen
Seit 2008 verlieh Trekkingbike einmal im Jahr den Trekkingbike-Meilenstein. Mit diesem Preis sollten Firmen aus der Fahrrad-Branche für innovative und wegweisende Produkte ausgezeichnet werden. Hierzu nominierte die Redaktion in den drei Kategorien Komplettrad/Rahmen-Set, Komponenten und Zubehör je drei Produkte. Über die Vergabe des Meilensteins entschieden in einer Online-Abstimmung abschließend die Trekkingbike-Leser. Die Verleihung der Trekkingbike-Meilensteine erfolgte jährlich im Rahmen der Eurobike-Messe in Friedrichshafen.